# Otsego County (New York)
Otsego County ist ein County im Bundesstaat New York der Vereinigten Staaten. Bei der Volkszählung im Jahr 2020 hatte das County 58.524 Einwohner und eine Bevölkerungsdichte von 22,6 Einwohner pro Quadratkilometer. Der Verwaltungssitz (County Seat) ist Cooperstown am Otsego Lake, das die Baseball Hall of Fame beheimatet.
Der Name Otsego leitet sich von einem indianischen Wort mit der Bedeutung Platz des Felsens ab.

## Geographie
Das County hat eine Fläche von 2.630,8 Quadratkilometern, wovon 36,4 Quadratkilometer Wasserfläche sind.
Das Gelände ist hügelig, stark bewaldet und von vielen Wasserläufen durchzogen. Es erhebt sich etwa 520 bis 600 Metern über dem Meeresspiegel; die Höhenzüge erheben sich ungefähr 125 bis 250 Meter über die Talsohlen. Der Verlauf der Täler folgt der Fließrichtung der letzten eiszeitlichen Gletscher und sind südwestlich ausgerichtet. Die Fingerlakes, fünf schmale, langgestreckte Seen in der Region, von denen zwei, der Otsego Lake und der Canadarago Lake, in Otsego County liegen, folgen ebenfalls dieser Ausrichtung. Aus ihnen und von den Höhenzügen entspringen eine Vielzahl kleinerer Gewässer und Creeks, die meist südwestlich durch die Täler dem größten Fluss des Countys, dem nach Osten fließenden Susquehanna River, zufließen. Eine kleine Zahl von Flüssen im Nordosten entwässern in den Mohawk River.
Otsego County ist weitgehend ländlich geprägt; neben großen Waldflächen mit Forstwirtschaft wird in den fruchtbaren, aber engen Tälern insbesondere Milchviehwirtschaft betrieben. Dementsprechend sind die Siedlungen relativ klein; die nächsten großen Städte,  Syracuse im Westen und Albany im Osten, liegen in den jeweils angrenzenden Countys.

### Umliegende Gebiete
| Oneida County                 | Herkimer County | Montgomery County                |
| Oneida County Chenango County |                 | Schoharie County                 |
| Chenango County               | Delaware County | Schoharie County Delaware County |

## Geschichte

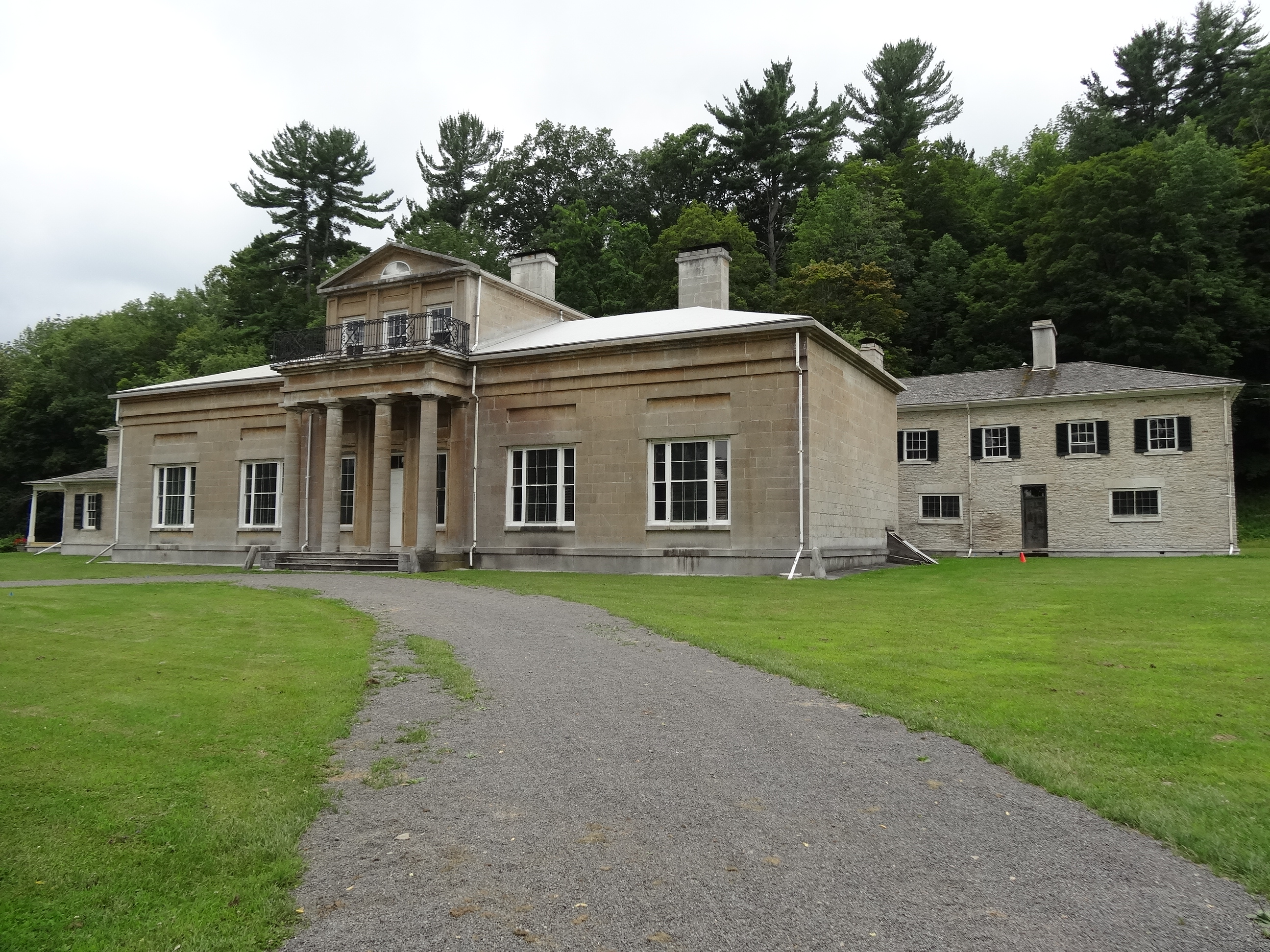
Hyde Hall (2013)

Ein Ort hat den Status einer National Historic Landmark, die Hyde Hall. 71 Bauwerke und Stätten des Countys sind insgesamt im National Register of Historic Places eingetragen (Stand 20. Februar 2018), darunter die Hyde Hall Bridge.

### Einwohnerentwicklung
| Jahr      | 1800   | 1810   | 1820   | 1830   | 1840   | 1850   | 1860   | 1870   | 1880   | 1890   |
| --------- | ------ | ------ | ------ | ------ | ------ | ------ | ------ | ------ | ------ | ------ |
| Einwohner | 21.343 | 38.802 | 44.856 | 51.372 | 49.628 | 48.638 | 50.157 | 48.967 | 51.397 | 50.861 |
| Jahr      | 1900   | 1910   | 1920   | 1930   | 1940   | 1950   | 1960   | 1970   | 1980   | 1990   |
| Einwohner | 48.939 | 47.216 | 46.200 | 46.710 | 46.082 | 50.763 | 51.942 | 56.181 | 59.075 | 60.517 |
| Jahr      | 2000   | 2010   | 2020   | 2030   | 2040   | 2050   | 2060   | 2070   | 2080   | 2090   |
| Einwohner | 61.676 | 62.259 | 58.524 |        |        |        |        |        |        |        |

Hinweis: Der Wert von 1810 ist lediglich aus der englischsprachigen Wikipedia ungeprüft übernommen worden, weil die Einwohnerzahlen für 1810 derzeit auf dem Server der Census-Behörde nicht verfügbar sind. (Stand: 23. Oktober 2020)

## Städte und Ortschaften
Zusätzlich zu den unten angeführten selbständigen Gemeinden gibt es im Otsego County mehrere villages, darunter den Verwaltungssitz Cooperstown.
| Ortschaft     | Status | Einwohner (2010) | Gesamte Fläche [km²] | Landfläche [km²] | Bevölkerungsdichte [Einwohner / km²] | Gründung      | Besonderheit                                             |
| ------------- | ------ | ---------------- | -------------------- | ---------------- | ------------------------------------ | ------------- | -------------------------------------------------------- |
| Burlington    | town   | 1.140            | 116,6                | 116,3            | 9,8                                  | 10. Apr. 1792 |                                                          |
| Butternuts    | town   | 1.012            | 139,5                | 139,4            | 7,3                                  | 5. Feb. 1796  |                                                          |
| Cherry Valley | town   | 1.223            | 104,6                | 104,6            | 11,7                                 | 16. Feb. 1791 |                                                          |
| Decatur       | town   | 353              | 53,8                 | 53,3             | 6,6                                  | 25. März 1808 |                                                          |
| Edmeston      | town   | 1.826            | 114,9                | 114,7            | 15,9                                 | 1. Apr. 1808  |                                                          |
| Exeter        | town   | 987              | 84,7                 | 83,1             | 11,9                                 | 25. März 1799 |                                                          |
| Hartwick      | town   | 2.110            | 104,7                | 103,8            | 20,3                                 | 30. März 1802 |                                                          |
| Laurens       | town   | 2.424            | 109,2                | 108,9            | 57,6                                 | 2. Apr. 1810  |                                                          |
| Maryland      | town   | 1.897            | 136,1                | 135,7            | 14,0                                 | 25. März 1808 |                                                          |
| Middlefield   | town   | 2.114            | 165,0                | 164,0            | 12,9                                 | 3. März 1797  |                                                          |
| Milford       | town   | 3.044            | 122,1                | 122,0            | 25,0                                 | 5. Feb. 1796  | Gründungsname: „Suffrage“; umbenannt am 8. April 1800    |
| Morris        | town   | 1.878            | 101,5                | 101,2            | 18,6                                 | 6. Apr. 1849  |                                                          |
| New Lisbon    | town   | 1.114            | 115,7                | 114,9            | 9,7                                  | 7. Apr. 1806  | Gründungsname: „Lisbon“; umbenannt am 6. April 1808      |
| Oneonta       | city   | 13.901           | 11,3                 | 11,3             | 1230,2                               | 14. Okt. 1848 | Zur city ernannt am 27. April 1870                       |
| Oneonta       | town   | 5.229            | 85,9                 | 85,2             | 61,4                                 | 5. Feb. 1796  | Gründungsname: „Otego“; umbenannt am 17. April 1830      |
| Otego         | town   | 3.115            | 118,4                | 118,2            | 26,4                                 | 12. Apr. 1822 | Gründungsname: „Huntsville“; umbenannt am 17. April 1830 |
| Otsego        | town   | 3.900            | 152,9                | 139,6            | 27,9                                 | 7. März 1788  |                                                          |
| Pittsfield    | town   | 1.366            | 98,7                 | 98,4             | 13,9                                 | 24. März 1797 |                                                          |
| Plainfield    | town   | 915              | 76,4                 | 76,4             | 12,0                                 | 25. März 1799 |                                                          |
| Richfield     | town   | 2.388            | 84,1                 | 79,9             | 29,9                                 | 10. Apr. 1792 |                                                          |
| Roseboom      | town   | 711              | 86,8                 | 86,5             | 8,2                                  | 23. Nov. 1854 |                                                          |
| Springfield   | town   | 1.358            | 117,9                | 111,1            | 12,2                                 | 3. März 1797  |                                                          |
| Unadilla      | town   | 4.392            | 120,9                | 119,8            | 36,7                                 | 10. Apr. 1792 |                                                          |
| Westford      | town   | 868              | 87,8                 | 87,7             | 9,9                                  | 25. März 1808 |                                                          |
| Worcester     | town   | 2.220            | 121,4                | 121,4            | 18,3                                 | 3. März 1797  |                                                          |